# (35979) 1999 NC2
1999 NC2 (asteroide 35979) é um asteroide da cintura principal. Possui uma excentricidade de 0.06655550 e uma inclinação de 14.99288º.
Este asteroide foi descoberto no dia 12 de julho de 1999 por LINEAR em Socorro.